# برستون براون
برستون براون (بالإنجليزية: Preston Brown)‏ هو لاعب كرة قدم أمريكية أمريكي، ولد في 27 أكتوبر 1992 في سينسيناتي في الولايات المتحدة.

## وصلات خارجية
- برستون براون على موقع مرجع كرة القدم المحترفة.كوم (الإنجليزية)